# Per-Ingvar Brånemark
Per-Ingvar Brånemark (3 de mayo de 1929 - 20 de diciembre de 2014) fue un cirujano ortopédico sueco y profesor de investigación, promocionado como el "padre de la implantología dental moderna". El Centro Brånemark Osteointegración (BOC), el nombre de su fundador, fue fundado en 1989 en Gotemburgo, Suecia.

## Biografía
Después de estudiar en la Universidad de Lund en Suecia, Brånemark se convirtió en profesor de anatomía en la Universidad de Gotemburgo en 1969.
En la década de 1960, un grupo de investigadores interesados en la microcirculación ósea y en los problemas de cicatrización de las heridas llevó a cabo un innovador experimento. Implantaron cámaras ópticas de titanio en los huesos de la tibia y el peroné de conejos con el fin de observar, en tiempo real, los cambios circulatorios y celulares en el tejido vivo. Al intentar retirar las cámaras, advirtieron un fenómeno inesperado: una fuerte adherencia del titanio al hueso. En 1969, Brånemark y sus colaboradores publicaron su primer trabajo describiendo lo que parecía ser un contacto directo entre el titanio y el tejido óseo, sin la interposición de tejido blando (8–12).
Brånemark ha sido galardonado con numerosos premios por su trabajo, incluyendo el codiciado Sociedad Sueca de Medicina Soederberg el Premio en 1992 - a menudo referido como el "mini-Nobel" - y la medalla igualmente prestigiosos de la Academia sueca de ingeniería para la innovación técnica.
Brånemark también ha sido honrado con la Escuela de Medicina Dental de Harvard medalla por su trabajo en los implantes dentales en Estados Unidos y cuenta con más de 30 posiciones de honor en toda Europa y América del Norte, incluyendo la Beca de Honor de la Sociedad Real de Medicina en el Reino Unido.
En 2002 Doctor Honoris Causa de la Universidad Andrés Bello Chile.
En 2003 Doctor Honoris Causa por la Universidad Europea de Madrid.
Falleció el 20 de diciembre de 2014, tras una larga enfermedad en Gotemburgo, Suecia.

## Implantología Dental
En 1978, se realizó la primera Conferencia de Consenso de implantes dentales patrocinada conjuntamente por los Institutos Nacionales de la Salud y la Universidad de Harvard. Fue un hito, en  que los datos retrospectivos sobre los implantes dentales se recogieron y analizaron y se establecieron los criterios y estándares para la odontología del implante [4].
En 1982 en Toronto, Brånemark presentó el trabajo que había comenzado 13 años antes en Gotemburgo. Su descubrimiento y la aplicación de la osteointegración, o la fusión biológica del hueso a un material extraño, era incomparable y documentación científica de la implantología nunca se habían reunido recopilado. La conferencia de Toronto trajo un amplio reconocimiento a los métodos de implantes Brånemark y materiales, y es uno de los avances científicos más importantes en la odontología desde finales de 1970 [4].
El sistema Brånemark de los implantes dentales se compró y actualmente está disponible de Nobel Biocare.
El descubrimiento de la oseointegración
Brånemark descubrimiento de la oseointegración revolucionado el campo de la odontología del implante y se lo llevó de un rechazado de campo en el que llegó a ser reconocida e incorporada en los programas de la escuela de odontología y programas de formación.
Antes del descubrimiento de la oseointegración, la tecnología de implante dental consistía en implantes transóseos. Los implantes de lámina, introducido en 1967, consistía en una hoja de metal que se colocaba dentro de una incisión ósea que posteriormente cicatrizaba sobre la pieza de metal situada horizontalmente, pero permitió un segmento vertical para perforar la superficie cicatrizada. Los implantes transóseos, cuya aplicación se limitaba estrictamente a la mandíbula, consistió en una serie de tornillos que se insertaban en borde inferior de la mandíbula, algunos  se extendieron hasta el espacio medular.
Ambos tipos de implantes se basaron en la retención mecánica, ya que se desconocía que el metal podía ser unido con el hueso. Con el advenimiento de la osteointegración, sin embargo, implantes con forma de raíz dentaria  se convirtieron en el nuevo estándar en la tecnología del implante dental.
El descubrimiento fortuito de Brånemark de osteointegración se produjo en 1952 durante  estudios de microscopía in vivo en conejos. Él y su equipo encontraron que oculares de titanio colocados en el fémur de conejos no podían ser separados del hueso después de un período de cicatrización. A continuación, desarrollaron y probaron un tipo de implante dental utilizando tornillos de titanio puro, que calificó de accesorios.
Aunque el campo de la implantología se evitó por la academia dental hasta ese momento, la "amplia documentación e importante de la eficacia del implante y la seguridad" y "principios de la replicación de los investigadores fiable, independiente resultó en un amplia brazo de implantología en la comunidad odontológica.
El hijo de Brånemark, Rickard, ha tenido este éxito y se está desarrollando prótesis ortopédica en forma de brazos y piernas artificiales anclado en el esqueleto humano.